# フレッシュ・キル
『フレッシュ・キル』（英: Fresh Kill）は、1994年に製作されたアメリカ合衆国の映画。

## キャスト
- シャリン：サリタ・チョウドリー
- クレア：エリーン・マックマトリー
- ハニー：ネリニー・スタンプ
- ミミ：ローリー・カルロス
- ジャンビン：エイブラハム・リム
- ミゲル：ホセ・ズニーガ
- スチュアート：ウィル・ケンプ
- ジョージ・C・ウルフ